# Alena horstaspoecki
Alena horstaspoecki là một loài côn trùng trong họ Raphidiidae thuộc bộ Raphidioptera. Loài này được U. Aspöck & Contreras-Ramos miêu tả năm 2004.